# 11055 Honduras
A 11055 Honduras (ideiglenes jelöléssel 1991 GT2) a Naprendszer kisbolygóövében található aszteroida. Eric Walter Elst fedezte fel 1991. április 8-án.